# Pavel Sjuvalov (1830–1908)
Pavel Andrejevitj Sjuvalov (ryska: Павел Андреевич Шувалов), född 25 november (gamla stilen: 13 november) 1830 i Leipzig, död 20 april (gamla stilen: 7 april) 1908, var en rysk general och diplomat. Han var bror till Pjotr Sjuvalov.
Sjuvalov deltog i Krimkriget, var i tio år chef för gardesstaben och bidrog under rysk-turkiska kriget till Suleiman Paschas nederlag vid Filippopel. Han var ryskt sändebud i Berlin 1885–94 och generalguvernör i Warszawa 1895–97.